# Palacio de la Bolsa de Madrid
El Palacio de la Bolsa de Madrid es un palacio de estilo neoclásico situado en la plaza de la Lealtad de Madrid. El edificio fue inaugurado en 1893 como sede de la Bolsa de Madrid. Desde 2001, el Palacio de la Bolsa es, además, la sede social de Bolsas y Mercados Españoles (BME), empresa que gestiona las cuatro bolsas de valores españolas.
Antiguamente la negociación de las acciones se llevaba a cabo a viva voz en el parqué de la bolsa. Este sistema de negociación tradicional, denominado mercado de corros, fue perdiendo importancia con la introducción del sistema de contratación electrónico y dejó de operar definitivamente en 2009. Actualmente BME tiene su sede operativa en Las Rozas (Madrid) y el Palacio de la Bolsa es utilizado para la realización de eventos corporativos.

## Construcción

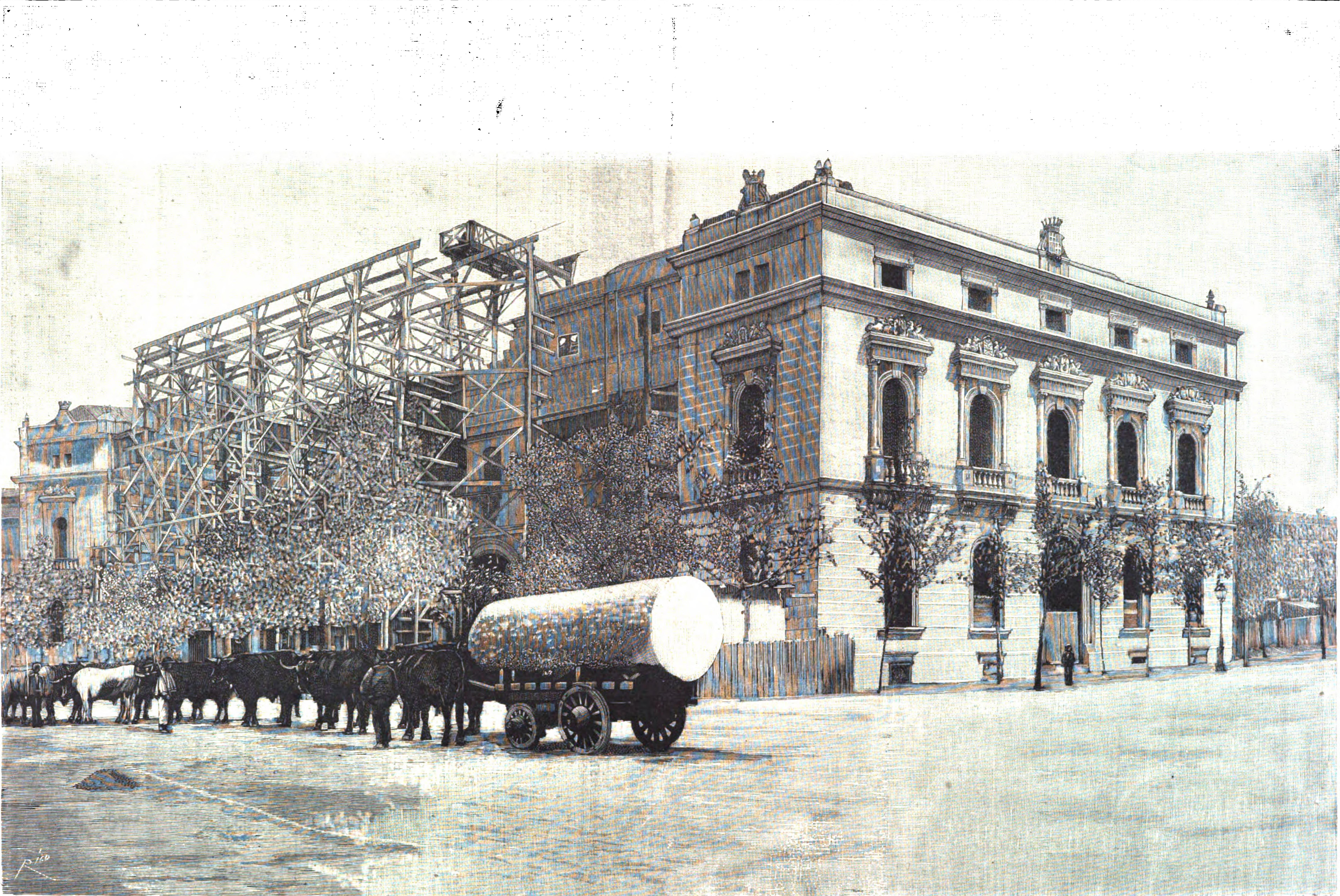
Edificio en construcción hacia mediados de 1891.

En 1878 se aprueba la construcción de un edificio definitivo en unos terrenos cedidos por el Estado junto al solar que hasta 1903 ocupó el teatro El Dorado. Pero las obras no podían empezar hasta que la Junta encargada de velar por la viabilidad del proyecto no hubiese conseguido reunir 200 000 pesetas. Para ello cobraban 50 céntimos a cada visitante.
En 1886 todo está preparado para iniciar la construcción del edificio, cuyo diseño fue obra del arquitecto Enrique María Repullés y Vargas (a la sazón miembro de la Junta encargada de adjudicarlo) quien ganó para tal efecto un concurso convocado por la Junta de Obras de la Bolsa de Madrid en 1884, presentando un proyecto titulado Comercium pacem firmat que tomaba como modelo el edificio de la Bolsa de Viena creada por Theophil Edvard Freiherr von Hansen. El segundo premio es para el proyecto España, de Enrique Repullés Segarra y José de Aspiunza. Las obras tuvieron lugar entre enero de 1886 y 1893.
Los promotores pretendieron, sin éxito, hacer coincidir la inauguración con la celebración del IV Centenario del Descubrimiento de América. Finalmente, abre sus puertas el 7 de mayo de 1893, el Palacio de la Bolsa fue inaugurado por la regente María Cristina.
Siendo su presupuesto inicial de 1 250 000 pesetas y considerada al principio como una de las construcciones más baratas del momento, la obra no escatimó en gastos ni detalles y el coste total fue de más del doble de lo inicialmente presupuestado, 2 780 521.82 pesetas, mientras que otras fuentes hablan de 2 963 047. La Junta cumplió el propósito de que todos los contratistas fuesen españoles.

## Arquitectura

### Exterior
Su fachada principal mide 66 metros. De planta irregular, destaca en el imponente pórtico de su fachada las columnas hexástilas —es decir, con seis columnas en el frente— con fuste estriado de orden corintio, sus pabellones laterales y su hermosa escalinata. En el atrio existen cuatro relieves que representan el comercio, la industria, la agricultura y la navegación.

### Interior

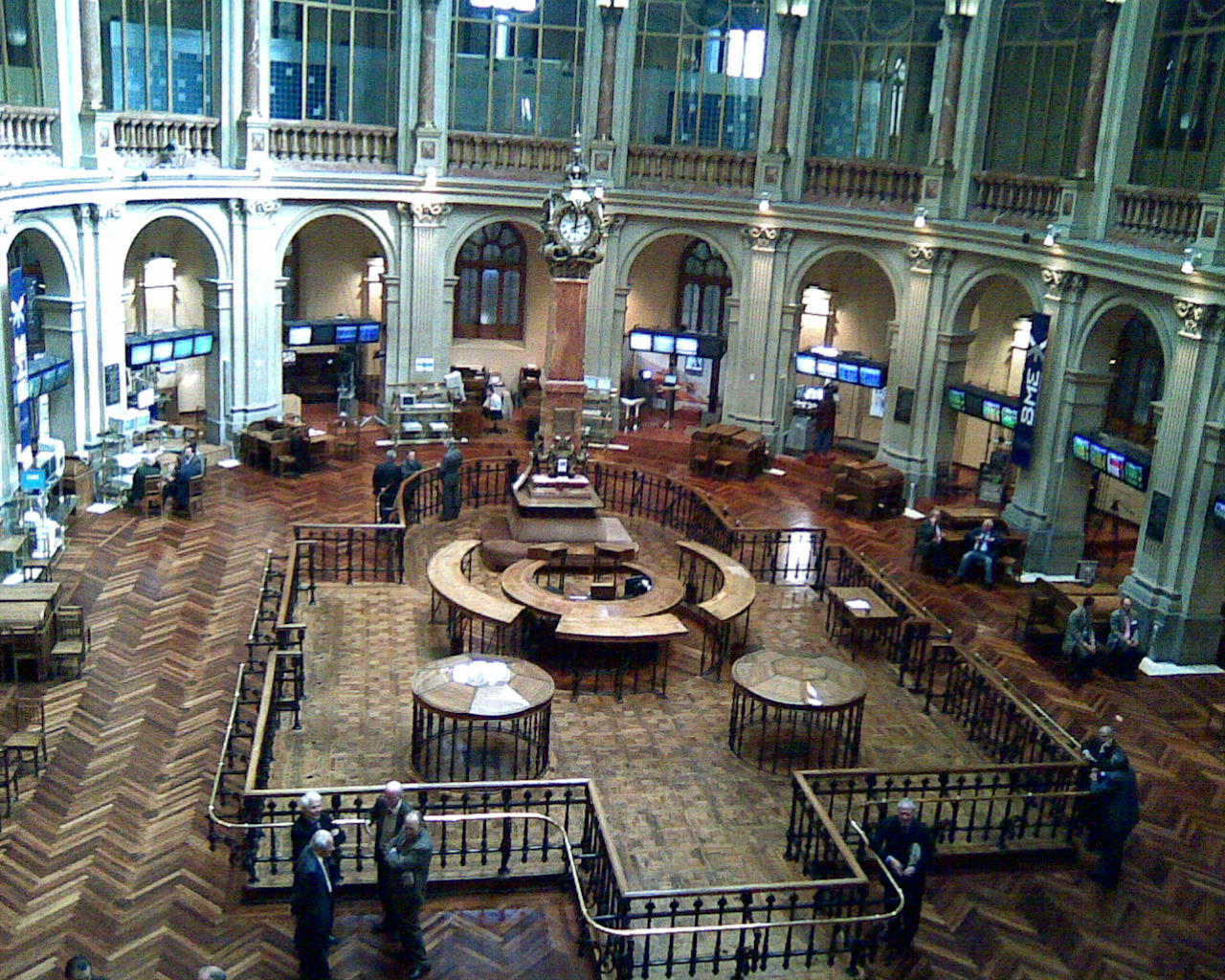
El parqué de la bolsa en una fotografía tomada en 2009.

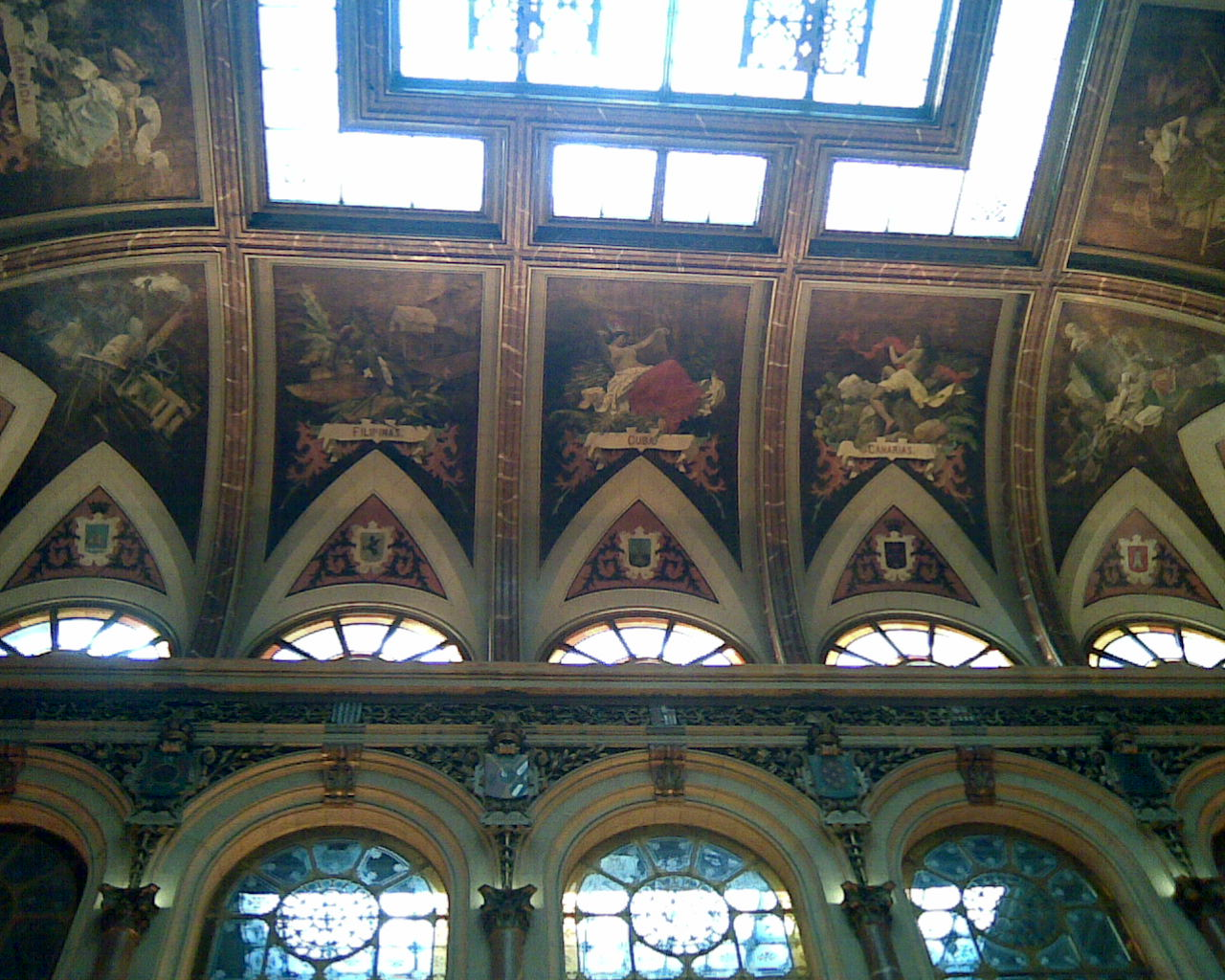
Pinturas del techo del parqué o Salón de la Contratación en la bolsa madrileña. Esta fotografía señala el techo en la parte sur del Salón, donde se puede leer: Filipinas, Cuba y Canarias.

Pantallas con información bursátil en el interior del Palacio.

El edificio cuenta con un recibidor llamado Salón de los Pasos Perdidos. También el Congreso español tiene un recibidor con el mismo nombre. Este salón tiene un símbolo griego, el caduceo, con dos serpientes, que representan la oferta y la demanda, un palo, que significa la mediación, y dos alas, que simbolizan la velocidad en la toma de decisiones. El símbolo también está adornado con dos cornucopias, que son símbolo de la abundancia, un ancla, símbolo de la navegación, y una rueda dentada, que es símbolo de la industria.
El parqué de la bolsa tiene un techo decorado con pinturas alegóricas de las provincias españolas, realizadas por Luis Taberner Montalvo y Luis Imbrol, con un coste de 22 mil pesetas. También cuenta con unos frisos donde aparece la citada figura de la serpiente, el palo, coronas con forma de castillo y bolsos. Esos bolsos representan a una familia de inversores de Ámsterdam de cuyo apellido, según algunas versiones, deriva la palabra «bolsa».  En este salón es donde están los monitores que informan de los movimientos bursátiles.
En el centro del parqué hay una columna con un reloj, que funciona con una maquinaria importada de Estrasburgo (Francia).
La sala de reuniones cuenta con sillares de madera, una placa de mármol que hace referencia a Alfonso XIII y retratos de los presidentes de la institución. El techo de la sala está decorado con un fresco, obra de Luis Taberner, que es una alegoría al comercio, representando a distintas regiones del mundo en un cielo, que se encuentran unidas por cables telegráficos.
La escultura del palacio corrió a cargo de Francisco Molinelli.
Con una superficie de 3288 m², está lejos de alcanzar las dimensiones de las más grandes del continente, la de Viena (9899 m²) o la de San Petersburgo (8755 m²).